# آثار جبن
أهم المواقع الأثرية والتاريخية في جُبن

## القلعة
هي حصن منيع في قمة الجبل الواقع إلى الشمال من مدينة جُبن، يتم الصعود إليها عبر طريق مرصوف بالحجارة من الجهة الغربية ويصل إلى قمة الجبل حيث بني الحصن الذي يحيط به سور حجري شيد بطريقة شبه متعرجة، يتخلله عدد من الأبراج ونوافذ صغيرة تستخدم للمراقبة والرماية، إلى جانب الحصن توجد مجموعة من المنشآت المعمارية كملحقات به مثل مخازن الحبوب وأحواض المياه التي نقرت في الصخر بأشكال دائرية ومتصلة ببعضها البعض بطريقة هندسية بديعة ومطلية بمادة القضاض.
وفي منتصف الجبل توجد مجموعة من الموآجل المنحوتة بصخر الجبل بطريقة هندسية بديعة، وبجانبها بعض الأحواض الصغيرة التي كانت تستخدم لتصفية المياه، وهذه الموآجل نفذت بطريقة حسابية وهندسية دقيقة جداً بحيث تدخلها الشمس لكي تحفظ المياه من التلوث بالميكروبات.

## قلعة قرين
تقع في قمة جبل القرين المطل على مدينة جُبن من الجهة الجنوبية على بعد (خمسة كيلو مترات) تقريباً، وهي عبارة عن أطلال لمبانٍ حجرية عديدة إلى جانب العديد من برك المياه التي حفرت في الصخر، ومدافن الحبوب، والموقع بشكل عـام يعود إلى عهد الدولة الطاهرية، وهـذه الموآجل ـ برك المياه ـ تتفاوت في مقاساتها، فأحدهما يصل طوله إلى (25 متراً)، وعرضه (3.5 متر)، وآخر طوله (15 متراً)، وعرضه (3 مترات).

## المقرانة
حصن وبلدة أثرية في عزلة حجاج من مديرية جُبن وأعمال رداع، اتخذها سلاطين بني طاهر ((857 - 945 هجرية) ـ (1453 - 1538 ميلادية)) عاصمة لدولتهم، وشيد بها الظافر «علي بن طاهر» عدة مبانٍ وحدائق جميلة، ولد فيها السلطان «عامر بن عبد الوهاب بن داود بن طاهر»، أمر السلطان الرسولي الناصر «أحمد بن إسماعيل» أن يبنى له دار فيها وذلك في سنة (817 هجرية)، فبني له الدار الذي أطلق عليه دار النعيم سنة (820 هجرية)، وجاء السلطان الناصر «أحمد بن إسماعيل» إلى المقرانة فنظر الدار المعمورة باسمه ومنح البناءين (عشرين ألف دينار)
والمقرانة اليوم عبارة عن أطلال مبانٍ شيدت على سفح الجبل متنوعة الاستخدام، منها المساجد والمدارس والمنازل والقصور والسوق والحمامات وغيرها من المنشآت المعمارية الأخرى، وينتشر بين هذه المباني برك المياه ومخازن الحبوب، وأحد المباني يرتفع عن المدينة ويحتمل أنه كان قصراً ملكياً نظراً لموقعه المرتفع وأسلوبه المعماري، حيث لاتزال أجزاء من جدرانه باقية، عليها عقود مبنية بالأحجار والياجور الأحمر، وجدرانه مطلية من الداخل بمادة القضاض، وعلى قمة الجبل شيد حصن منيع بالأحجار، يتم الوصول إليه عبر طريق مرصوف بالأحجار، وشيدت في المقرانة مدرستان إحداهما أنشأها السلطان «عبد الوهاب بن داود بن طاهر»، وهي المدرسة المنصورية، والأخرى أنشأها الملك المجاهد «علي بن طاهر».
بعد زوال الدولة الطاهرية انهارت المقرانة، وبدأ نجمها في الأفول بعد سقوط سلطانها الظافر «عامر» مقتولاً عند أبواب صنعاء، وعندما قامت دولة الإمام «المطهر بن شرف الدين» قام بغزو المقرانة فسلبها محاسنها ونفائسها وأزال عنها بهاءها وجمالها، ونقل أبواب المقرانة المصنوعة من الساج والعاج التي صنعت خصيصاً لها في الهند بعد أن خرب حصونها ودمر معالمها.

## وادي شعب الغيل
يبعد عن مدينة جُبن حوالي
```
(2 كيلومترات)، وهو من أروع وأبدع المعالم الأثرية في المنطقة، والمتمثلة في المنشآت المائية التي نفذت بطريقة هندسية عظيمة في الصخر، وهي عبارة عن قنوات مياه بعضها تمر بداخل الجبل وكأنها سراديب، لها فتحات صغيرة على مسافات متفاوتة لغرض نقل المياه عبر الجبل المطل على الوادي، وقد قام المواطنون مؤخراً بتوسيعات لبعض هذه المنشآت وإقامة مضخات لسحب المياه لغرض ري الأراضي الزراعية، كما توجد بقايا آثار لبعض السدود على جوانب الوادي.
```

## علم طاهر
هو عبارة عن قطعة أرض استخدمت كمقبرة لدولة بني طاهر، وعلى جزء من هذه المقبرة بني ضريح مربع الشكل طول ضلعه حوالي (6 مترات) شيد بالأحجار، وفي أعلاه أقيمت أربع قباب، وقد طليت جدرانها من الداخل ومن الخارج بمادة الجبس، وبداخل هذا الضريح دفن بعض أمراء بني طاهر، وهم (علي بن طاهر، وعامر بن طاهر، ومحمد بن حسن المقري)، وقد أقيم على قبر كل منهم تركيبة خشبية مزخرفة بكتابات قوامها آيات قرآنية من آيات الكرسي إلى جانب بعض الأدعية واسم المتوفى، وهذه الكتابات حول التركيبات الخشبية نفذت بأسلوب فني جميل.

## المدرسة العامرية
تقع المدرسة المنصورية في مدينة جُبن التي تبعد عن مدينة رداع باتجاه الجنوب الشرقي بمسافة (55 كيلومتراً)، وتبعد (35 كم) من الجهة الشمالية الشرقية عن مدينة قعطبة في محافظة الضالع، وتبعد عن العاصمة صنعاء بمسافة (214 كيلومتراً).
تعرف هذه المدرسة حالياً بين أهالي جُبن باسم المدرسة العامرية نسبة إلى الملك «عامر بن عبد الوهاب» الذي تولى الحكم بعد أبيه الملك المنصور «عبد الوهاب بن داود» سنة (894 هجرية)، واستمر في الحكم حتى سنة (923 هجرية). ومن خلال مراجعتنا للمصادر التاريخية التي تتحدث عن تاريخ الدولة الطاهرية نجد أنها لم تشر إلى أن الملك «عامر بن عبد الوهاب» قد شيد مدرسة في هذه المدينة كما نسبتها إليه بعض المصادر الحديثة، حيث نلمس من خلال تلك المصادر التاريخية أن هناك نوعاً من الإبهام بالنسبة لهذه المدرسة، والمصادر تكاد تجمع على أن هناك مدرستين شيدت في مدينة جُبن، شيد المدرسة الأولى الملك المجاهد «علي بن طاهر» وشيد المدرسة الثانية الملك المنصور «عبد الوهاب بن داود بن طاهر»؛ لذلك سوف نستعرض ما ذكره المؤرخون في مؤلفاتهم وخاصة مؤلفات مؤرخ الدولة الطاهرية «عبد الرحمن بن الديبع الشيباني الزبيدي» وغيره ممن تحدث عـن هذه المدارس قديماً وحديثاً، وسوف نناقش أقوالهم بعد ذلك ونحاول تصحيح ما قد يكون خطأ وهي كالتالي:
ورد في كتاب «قرة العيون في أخبار اليمن الميمون» الذي حققه القاضي «محمد بن علي الأكوع» ما نصه أن الملك «المجاهد علي بن طاهر» قد شيد مدرسة وجامعاً في مدينة جُبن، كما يذكر في نفس الكتاب أن الملك «عبد الوهاب بن داود بن طاهر» قد شيد في مدينة خبان مدرسة ولم يذكر مدرسة جُبن.
وفي كتاب «بغية المستفيد في أخبار مدينة زبيد» الذي حققه «عبد الله محمد الحبشي» ورد أن الملك «عبد الوهاب بن داود» شيد مدرسة في مدينة خبان، وكذلك ذكر مدرسة جُبن من ضمن أعماله ومآثره الدينية.
وفي كتاب «الفضل المزيد على بغية المستفيد في أخبار مدينة زبيد» الذي حققه الدكتور «يوسف شلحد» يذكر فيه المؤلف أن الملك المجاهد «علي بن طاهر» قد شيد مدرسة في مدينة جُبن، كما يذكر أن السلطان «عبد الوهاب بن داود بن طاهر» قد شيد مدرسة أخرى في مدينة جُبن ومدرسة عظيمة في مدينة خبان.
في كتاب «غاية الأماني في أخبار القطر اليماني» يذكر مؤلفه أن السلطان «عبد الوهاب بن داود» قد شيد مدرسة في مدينة جُبن ولم يذكر مدرسة خبان.
في كتاب «معالم الآثار اليمنية» للقاضي حسين السياغي يذكر أن من آثار مدينة جُبن المدرسة العامرية وينسبها إلى الملك «عبد الوهاب بن علي بن طاهر».
في موضوع عن «المدارس اليمنية» في مجلة «الإكليل» يذكر كاتبه هذه المدرسة باسمين متناقضين حـيث يطلق عليها اسم المدرسة العامرية ثم يعود ويذكرها باسم المدرسة المنصورية، وينسبها في نفس الوقت إلى الملك «عامر بن عبد الوهاب».
مما سبق يلاحظ بأن المصادر التاريخية لم تجمع على رأي واحد في حديثها عن المدرستين، وإذا حاولنا معرفة مكان المدرستين التي ذكرتها المصادر التاريخية فإننا سوف نجد أنه يوجد في مدينة جُبن مدرستان يطلق على إحداهما اسم المدرسة العامرية، وهي المدرسة المنصورية، أما الثانية يطلق عليها اسم «جامع داود»، وهي تختلف عن الأولى في تصميمها الهندسي وأسلوبها المعماري، وقد ذكرها القاضي «إسماعيل بن علي الأكوع في» كتابه «المدارس الإسلامية في اليمن»، ولا يوجد إلى جانبهما أي أثر آخر يمكن أن نعتبره مدرسة أو جامعاً.
والمصدر الوحيد الذي وجدنا أنه يعطي معلومات صحيحة عن المدرسة هو كتاب «المدارس الإسلامية في اليمن» للقاضي «إسماعيل بن علي الأكوع» حيث نسبها إلى الملك المنصور «عبد الوهاب بن داود بن طاهر» وسماها بالمدرسة المنصورية نسبة إليه وأرخها بسنة (887 هجرية).
وكل ما ذكر صحيح، وليس فيه خطأ، ومن خلال الزيارات الميدانية للمدرسة في نهاية النص الكتابي الذي يدور حول جدران بيت الصلاة من الداخل النص التسجيلي للمدرسة.
ونص الجزء الذي لا يزال سليماً هو: (الفراغ من هذا الطراز المبارك في شهر جمادى الأول سنة (887 هجرية).
ومن خلال المصادر التاريخية نجد أن هذا التاريخ يعود إلى فترة الملك المنصور «عبد الوهاب بن داود بن طاهر»، وبناء على ذلك يكون للمدرسة اسمان، الأول: " المدرسة المنصورية " نسبة إلى " المنصور «عبد الوهاب بن داود بن طاهر»، والثاني: " المدرسة العامرية " نسبة إلى «عامر بن عبد الوهاب».